# Hirsutiidae
Los hirsútidos (Hirsutiidae) son una familia de crustáceos pericáridos marinos. Sus 6 especies son casi cosmopolitas.

## Géneros
Se reconocen los 3 siguientes:
- Hirsutia Saunders, Hessler & Garner, 1985
- Montucaris Jaume, Boxshall & Bamber, 2006
- Thetispelecaris Gutu & Iliffe, 1998